# Maria Bach
Emilie Marie Baroness von Bach (1896 – 1978) was een Oostenrijks pianiste, violiste, componiste en kunstenares.

## Jeugd en familie
Maria Bach werd geboren te Wenen in Oostenrijk op 11 maart 1896. Haar ouders waren Robert Bonaventura Michael Wenzel von Bach en Eleonore Josepha Maria Theresia Auguste Bach. In 1897 verhuisde haar familie naar het Leesdorf kasteel te Baden. Bachs vader, Robert, was een advocaat, schilder en violist. Haar moeder, Eleonore, was een zangeres en componiste die samenwerkte met dirigenten als Gustav Mahler and Johannes Brahms. Maria had 2 oudere zussen, Theresa en Katharina, en een jongere zus genaamd Henriette. Theresa schreef poëzie, welke Maria toonzette. Katharina huwde een aristocraat. Henriette was een solo cellist. Maria volgde pianoles aan de Musikschule Grimm in Baden. Op 14-jarige leeftijd begon ze met vioolles.

## Vroege werken
Maria Bach begon op 5-jarige leeftijd met privé pianoles aan de Musikschule Grimm. In 1912 volgde ze les bij Paul De Conne. Tegelijkertijd volgde ze vioolles bij Jaroslav Suchy aan de Weense Opera. Ze speelde tweede viool en altviool in haar vader's strijkorkest. Haar ouders eisten van haar en Henrietta dat de zusters gedurende lange en consistente periodes hun instrumenten beoefenden. Beiden volgden vaak 3 uur durende lessen rond klassieke en romantische kamermuziek. In 1914 componeerde Bach haar 1ste prelude. Deze werd opgevolgd door liederen en andere pianostukken. Op zondagen speelden Maria en Henriette op de soirées die hun familie organiseerde. In 1917 componeerde Bach Flohtanz (Vlooiendans). Dit stuk bevat een levendige pianosolo van ongeveer 3 minuten.

## Aan de Weense Muziekacademie
In 1919 ving Bach haar compositiestudies aan de Universität für Musik und darstellende Kunst Wien aan. Ze studeerde er bij Joseph Marx. Tijdens deze studies componeerde ze vierdelige fuga's en korte pianostukken, en analyseerde ze muziek van Chopin, Debussy en Stravinsky. Marx hielp haar om haar eigen persoonlijke muziekstijl te ontwikkelen. Als componiste debuteerde Bach in 1921 met haar Narrenlieder für Tenor und Orchester. Deze liedcyclus werd later uitgegeven door Schott te Wenen.

## Muziek tijdens de Tweede Wereldoorlog
Tijdens de Tweede Wereldoorlog zorgde de Nazipartij voor muzikale censuur in Oostenrijk. Enkel klassieke muziek, die conservatief en traditioneel werd geacht, mocht gespeeld worden. Moderne muziek was verboden. Bachs composities werden voldoende conservatief en traditioneel geacht om uitgevoerd te mogen worden.

## Relaties en huwelijk
Tijdens de jaren 1920 had Bach een relatie met Ivan Boutnikoff, een Russische componist en dirigent. Boutnikoff was eveneens haar mentor in directie en orkestratie. Op 7 oktober 1952 trouwde Bach met Arturo Ciacelli. Het koppel bleef samen tot Ciacelli's dood in 1966. Ciacelli was een Italiaanse schilder die van 1939 tot 1941 les gaf aan de Italiaanse school te Wenen. Tijdens hun huwelijk schilderde Bach Italiaanse landschappen. Toen ze deze schilderijen begon tentoon te stellen, werden ze bijzonder populair. Na Ciacelli's dood gaf Bach het creatieve leven tijdelijk op. Uiteindelijk begon ze opnieuw te componeren. In 1962 kreeg ze een gouden medaille voor haar composities. In 1976 werd ze benoemd als professor.

## Overlijden
Bach stierf op 26 februari 1978, vermoedellijk door een gaslek veroorzaakt door haar defecte oven in haar Weense appartement. Haar administratie wordt bewaard in het gemeentehuis van Wenen.

## Oeuvre
In alfabetische volgorde:
- 1926 Abend
- 1919 Abendläuten
- 1939 Abends
- 1977 Abends
- 1926 Abschied
- 1949 Acht Orchesterlieder
- 1919 Allein
- 1946 Allerseelen
- 1963 Altdeutsche Marienlieder
- 1949 Altes Kirchenlied
- 1952 Altgriechisches Volkslied
- 1972 Alt-Wien versaubert
- 1929 Am Feuer
- 1940 Am Klavier
- 1952 Andacht
- 1949 An den Gekreuzigten
- 1969 An den Mond
- 1940 An Novalis
- 1931 Arabische Nächte
- 1977 Auf Bergeshöh
- 1945 Auf der Wiese
- 1959 Auf Wegen Erlebt
- 1941 Ayacucho-Perou
- 1935 Ballettsuite in vier Bildern
- 1951 Begegnung/Erfüllung
- 1916 Bei dir ist es traut
- 1939 Bei Sonnenuntergang
- 1928Bel St. Heinrich
- 1937 Bengele
- 1943 Bengele - Tänze
- 1952 Bergkirchlein
- 1967 Besinnlichekeit
- 1918 Besinnlichkeit
- 1926 Bild
- 1957 Bildstock
- 1964 Blick in den Strom
- 1958 Blumentreppe
- 1974 Böse Verzauberung
- 1918 Choralvorspiel
- 1957 Chorlied für 'Frl. Julie'
- 1925 Darum
- 1976 Das alte Haus in der Singerstraße
- 1968 Das andere Gesicht
- 1939 Das Einrücken
- 1940 Das Hirschlein
- 1955 Das Karussel
- 1950 Das Marienleben
- 1939 Das Paradies
- 1977 Deine Augen
- 1960 Der Abend hüllt sich in Nebel
- 1919 Der Barbarazweig
- 1968 Der Dreiklang
- 1952 Der Neuglierige
- 1927 Der rote Stein
- 1945 Der rote Stein
- 1925 Der schlafend Wind
- 1925 Der tapfere Schneider
- 1928 Der Wanderer kniet
- 1973 Dialogue
- 1940 Die Blume
- 1974 Die Braut-Die Still
- 1945 Die ensame Feurerlillie
- 1968 Die goldene Regel
- 1949 Die gute Tat
- 1925 Die Mühle
- 1926 Die Mutter
- 1962 Die Schwester
- 1967 Die weiße Taube
- 1930 Drei frühe Klavierstücke
- 1977 Drei japanische Lieder
- 1940 Drei Lieder nach K. Wache
- 1951 Drei Lieder nach Texten von F Nietzche
- 1957 Drei Lieder nach Texten von F. Th. Csokor
- 1967 Drei Lieder nach Texten von Friedrich Niezche
- 1963 Drei Lieder nach Texten von H. Strauss-Guttmann
- 1955 Drei Negro Spirituals
- 1931Drei Orchesterlieder
- 1932 Drei Ritornelle (Hebräische Gesänge)
- 1956 Drei Stücke zum Tode Mariä
- 1925 Du gehst mit
- 1926 Ebbe
- 1939 Ein Birukhuhn
- 1959 Einsame Weihnacht
- 1967 Ein Stückerl Alt-Wien
- 1917 Erinnerung
- 1918 Erhebung
- 1845 Erwartung
- 1940 Erwartung
- 1929 Es ist der Mond
- 1926 Fahlgrauer Himmel
- 1917 Flohtanz
- 1926 Fremd ist was deine Lippen sagen
- 1952 Freude
- 1959 Frisch geschnittene Wiesen
- 1919 Fromm
- 1950 Frost
- 1917 Frühherbst
- 1925 Frühlingsnacht
- 1959 Fünf Lieder nach Texten von A. Laube
- 1937 Fünf Lieder nach Texten von Guido Zernatto
- 1957 Fünf Lieder nach Texten von F. Th. Csokor
- 1958 Fünf Lieder nach Texten von H. Hesse
- 1953 Fünf romanische Volkslieder
- 1939 Fünf Sonette
- 1953 Gedenken
- 1919 Geh’ nicht
- 1969 Geld
- 1941 Giacona und Tanz
- 1965 Griechisches Volkslied
- 1967 Heart to Heart
- 1932 Heimweh
- 1919 Helle Nacht
- 1955 Hirtenlied
- 1949 Höllenlied
- 1949 Hymn
- 1959 Ich gab dir einen Namen
- 1925 Ich liebe vergessene Flurmadonnen
- 1932 Ich stieg in einen Hain
- 1919 Ich werde längst gestorben sein
- 1927 Im Dunkel
- 1925 Im Frühling oder im Träume
- 1944 Im Grase
- 1944 Im Park
- 1948 Im Park
- 1963 Impressionen Italiener
- 1962 Impressionen Romane
- 1954 Im Reiche des Lichts
- 1948 Im Walde
- 1930 Japanischer Frühling
- 1917 Jasminenstrauch
- 1928 Junges Volk Junges Volk
- 1952 Karelisches Hirtenlied
- 1919 Klage
- 1932 Klagegebet
- 1930 Klavierquartett
- 1940 Kleine Veronika
- 1966 Krähenlied
- 1967 La Chut
- 1965 Lärm
- 1975 La Tranche Sur Mer
- 1956 Licht
- 1940 Liebe
- 1925 Liebesgedicht
- 1956 Liebesruh
- 1949 Lied vom Meer
- 1967 Marcia Funebra
- 1968 Marcia Funebra
- 1948 März
- 1950 Meiner toten Mutter)
- 1972 Meine tobenden Sinne löst ein Traum
- 1919 Mein Glück
- 1926 Mittag
- 1947 Mode
- 1918 Mondaufgang
- 1919 Morgengruß
- 1972 Morgenrot
- 1926 Nachtbild
- 1953 Napoli
- 1921 Narrenlieder
- 1926 Negroid
- 1929 Oliven in Silber
- 1918 Orakel
- 1920 Orgelfantasie und Fuge
- 1929 Prelude and Fugue
- 1920 Prelude and Fugue II
- 1925 Prelude
- 1915 Prelude I
- 1917 Prelude II
- 1919 Preludium und Fuge
- 1940 Rabenballade
- 1920 Reverie
- 1918 Ruhe
- 1953 Santa Maria della Salute
- 1940 Schildkrötentier
- 1940 Schlaflied
- 1950Schlaflied
- 1942 Schlummerlied
- 1940 Schottisches Lied
- 1966 Schwermut
- 1939Schwüle Nacht
- 1944 Sechs altdeutsche Marienlieder
- 1928 Sechs Liedder Nach Texten von Christian Morgenstern
- 1959 Sechs Liedder Nach Texten von
- 1944 Seguidilla, Siren, Tanz
- 1932 Sieben altjapanische Lieder
- 1938 Sillhouetten
- 1937 Silhouetten
- 1920 Skizzen zu einer 4-stimmigen Fuge
- 1925 Sommerallein
- 1922 Sonate für Violoncello
- 1922 Sonate für Violoncello und Klavier
- 1944 Sommerwiese
- 1925 Spätsommer
- 1939 Stratosfera
- 1935 Streichquartett Nr.1
- 1942 Streichquartett Nr.2
- 1936 Streichquartett
- 1948 Tänze
- 1956 Thema und Variationene
- 1918 Tief ist der Abgrund
- 1977 Toccato
- 1918 Tod
- 1968 Trennung und Wiederkehr
- 1939 Trunk’ne Nacht
- 1918 Über ein Grab hin
- 1968 Und ich trug die Seligkeit
- 1946 Unkenlied
- 1965 Unter Feinden
- 1920 Variationene 4-16
- 1918 Verhängnis
- 1959 Verklungen längst die Lieder
- 1927 Verlassenheit
- 1938 Via mystica
- 1941 Vier Lieder des Hafis
- 1926 Wenn wie ein leises Flügelbreiten
- 1940 Wie damais
- 1941 Wie damais
- 1953 Wiegenlied
- 1917Wiegenlied
- 1951 Wienlied
- 1952 Wie schön bist du mein Wien
- 1952 Wild Myrtle
- 1940 Wildenten
- 1927 Will dir den Frühling zeigen
- 1946 Winterlicher Garten
- 1925 Wir saßen beide in Gedanken
- 1925 Wir wandein Gott entgegen
- 1927 Wolgaquintett
- 1926 Wunde Liebe
- 1953 Wunden
- 1948 Zwei Fenster
- 1957 Zyklus Wiener Veduten